# Avi Toledano
Avi Toledano (en hebreo: אבי טולדנו‎); (Mequinez, Marruecos, 4 de abril de 1948) es un cantante y compositor israelí.

## Biografía
Avraham ("Avi") Toledano nació en Mequinez, Marruecos en el seno de una familia judía sefardita. A la edad de 5 años, su familia se mudó a Casablanca, donde Toledano asistió a Alianza Israelita Universal. Durante su adolescencia, estuvo involucrado en el movimiento juvenil sionista laborista Hashomer Hatzair, que en ese momento era ilegal en Marruecos.
En 1965, a la edad de 16 años, emigró a Israel con otros miembros de Hashomer Hatzair y se estableció en el kibutz Ruhama en el Néguev.

## Carrera
Toledano debutó como cantante cuando era adolescente, luego de enviar cintas de demostración al programa de radio "Primeros aplausos" ("תשואות ראשונות"). El compositor Moshe Wilensky lo animó a interpretar su canción "Zohi Yafo" en vivo en el programa.
Toledano pasó su período de servicio militar como miembro de la "Banda del Cuerpo Blindado" ("להקת גייסות השריון"), una de las bandas militares de las Fuerzas de Defensa de Israel. Lanzó su primer álbum en solitario en 1968.
En 1969, participó en el Festival de la Canción de Israel, interpretando "El espíritu" ("את הרוח"), escrita por Rimona Dinur y Rafi Ben-Moshe, y "En el camino de regreso" ("בדרך חזרה"), escrita por Ehud Manor y Nurit Hirsch, quedando Toledano en tercer lugar. Su segundo álbum, Avi, fue lanzado el mismo año e incluía dos canciones de Manor y Hirsch, "Cómo pasa el tiempo" y "Vi el verano". Otras canciones incluidas en este álbum fueron una versión hebrea de "This is the Day" de Mary Hopkin, traducida por Mickey Hartaby (también interpretada por Shuli Natan), y una traducción hebrea de "Delilah" de Tom Jones. Los éxitos de Toledano le llevaron a ser nombrado "Cantante del Año".
En 1970, se lanzó su tercer álbum, Misty Garden, y Toledano ganó posteriormente el primer Festival de la Canción Infantil de Israel, junto con Irit Anavi, de 10 años. Ese mismo año, publicó su cuarto álbum, Canciones Nacionales, con traducciones al hebreo de canciones internacionales.
Toledano continuó actuando y lanzando álbumes hasta fines de la década de 1970, además de actuar en varias películas israelíes. Hacia fines de la década de 1970 realizó una gira por Europa, y en 1978 lanzó otro álbum en solitario, La Boheme, cantando las canciones de Charles Aznavour. Aznavour asistió al estreno de esta gira.
En 1979, Toledano compuso la canción "Sholem Broguez" ("שולם ברוגז"), que fue la canción ganadora en el 10º Festival de la Canción Infantil de Israel, interpretada por Mike Burstein.
En 1981, Toledano ganó Kdam Eurovision, el concurso de preselección para elegir al representante israelí para el Festival de la Canción de Eurovisión, con la canción "Carnival". Al año siguiente, Toledano representó a Israel en el Festival de la Canción de Eurovisión 1982 con "Hora", escrita por Yoram Taharlev. La canción llevó a Toledano al segundo lugar, ganando 100 puntos, 61 puntos detrás de la representante alemana Nicole. Posteriormente, Toledano compuso la canción israelí para el Festival de la Canción de Eurovisión 1983, "Hi (canción)", que fue interpretada por Ofra Haza y que también obtuvo el segundo lugar.
En 1986, Toledano escribió "L'chaim" para Haim Moshe, que obtuvo el tercer puesto en Kdam Eurovisión. En 1989, Toledano volvió a competir en Kdam Eurovisión, quedando en segundo lugar, y en 1991 compuso "Hava Nagila Discovered" para la participación de Uri Feynman en el certamen.
Toledano ha seguido lanzando álbumes y apareciendo en televisión hasta la década de 2010. En 2011 participó en el programa de telerrealidad de Channel 24 "Hall de la Fama" ("היכל התהילה") y terminó en cuarto lugar. A partir de 2017, apareció en el programa de televisión de Canal 2, "Los ochenta" ("שנות ה-80").

## Vida personal
Avi Toledano tiene tres hijos con su primera esposa, Liora, quien también fue musa de su canción homónima. Uno de sus hijos, Tal Toledano, es cantante y presentador del Canal 1 de Israel. Su hijo menor, fruto de su matrimonio con Liora, es el músico y productor internacional Ori Toledano.
Se volvió a casar en 1998 con Hagit Levi, la hermana del cantante de música mizrahi Ofer Levi. La pareja tiene tres hijos, incluido Lehi Toledano, quien participó en la edición 2020 del concurso de canciones Rising Star. Toledano y Levi se divorciaron en 2014.
Toledano reside actualmente en Gan Yavne.